# Guillermo I de la Roche
Guillermo I de la Roche (muerto en 1287) sucedió a su hermano, Juan I, como duque de Atenas en 1280. Fue el primer oficial «duque» de Atenas, los duques anteriores habían sido en realidad «señores».
Guillermo revirtió las pérdidas territoriales del reinado de su hermano, extendiendo su control sobre Lamía y Gardiki hasta Argos y Nauplia. Se casó con Helena Comnena Ducaina, hija de Juan I Ducas, gobernante de Tesalia, asegurando una alianza militar con él.
En 1285, mientras Carlos II de Nápoles, nominal príncipe de Acaya, fue encarcelado, Roberto I de Artois, regente del reino, llamó a Guillermo bailío y vicario general de Acaya. Construyó el castillo de Dimatra para defender Mesenia del Imperio bizantino. Era entonces el barón franco más poderoso en Grecia. En 1286, arbitró la sucesión del Marquesado de Bodonitsa después de la muerte de Isabel Pallavicini. Guillermo eligió al primo de Isabel Tomás en lugar de su viudo Antonio el Flamenco.
El gobierno de Guillermo fue pacífico, pero corto, ya que murió dos años después de asumir el poder en Acaya. Fue sucedido por su hijo menor Guido.